# Liste des ambassadeurs de France au Danemark
L’ambassadeur de France au Danemark est le représentant du président de la République et du gouvernement français auprès du souverain et du gouvernement danois. L'ambassade se trouve à Copenhague.

## Ambassadeurs successifs

### Ambassadeurs de France au Danemark (XVIIesiècle-1939)
| Années    | Ambassadeur (ministre plénipotentiaire)                                                  |
| --------- | ---------------------------------------------------------------------------------------- |
| 1666-1675 | Hugues de Terlon                                                                         |
| 1679      | Hyacinthe-Guillaume Foullé, seigneur de Martangis                                        |
| ...       | Jean-Baptiste Colbert, marquis de Torcy                                                  |
| 1692      | François d'Usson de Bonrepos                                                             |
| 1728      | comte de Plélo                                                                           |
| 1753      | Jean-François Ogier                                                                      |
| 1768-1775 | Guillaume-Simon de Brosseronde (chargé d'affaires puis (1774) ministre plénipotentiaire) |
| 1774      | Charles Olivier de Saint-Georges de Vérac                                                |
| 1777      | Antoine-Bernard Caillard                                                                 |
| 1813      | Charles-Jean-Marie Alquier                                                               |
| 1817      | Comte de la Ferronays                                                                    |
| 1819      | Comte de Montalembert                                                                    |
| 1820      | Baron de Barante                                                                         |
| 1820      | Henri-Jean-Victor de Rouvroy, marquis de Saint-Simon                                     |
| 1832      | Baron Hector Mortier[réf. nécessaire]                                                    |
| 1832      | Duc de Montebello                                                                        |
| 1834      | Baron de Talleyrand                                                                      |
| 1838      | Alexis Guignard, comte de Saint-Priest                                                   |
| 1843      | Baron Sigismond-Adolphe de Billing                                                       |
| 1847      | Baron Édouard Burignot de Varennes                                                       |
| 1848      | M. de Cramayel                                                                           |
| 1848      | M. Adolphe Dotézac                                                                       |
| 1869      | Vicomte de Saint-Ferriol                                                                 |
| 1876      | Comte de Ligniville                                                                      |
| 1876      | Comte Tanneguy Duchatel                                                                  |
| 1879      | Victor Tiby                                                                              |
| 1879      | Vicomte de Croy                                                                          |
| 1885      | M. Bourée                                                                                |
| 1886      | Charles Thomson                                                                          |
| 1891      | Charles Marie Stephen Le Peletier, Comte d'Aunay                                         |
| 1893      | Comte Olivier d'Ormesson                                                                 |
| 1895      | Gaston Raindre                                                                           |
| 1898      | Jules Jusserand                                                                          |
| 1902      | Philippe Crozier                                                                         |
| 1907      | Comte Charles-Prosper-Maurice Horric de Beaucaire                                        |
| 1913      | Edmond Bapst (d)                                                                         |
| 1918      | Alexandre-Robert Conty                                                                   |
| 1919      | Paul Claudel                                                                             |
| 1921      | Vicomte Jacques de Fontenay (d)                                                          |
| 1934      | Charles Arsène-Henry                                                                     |
| 1936      | Adrien Bonnefoy-Sibour                                                                   |

### Depuis 1945
| De   | À    | Ambassadeur                    |
| ---- | ---- | ------------------------------ |
| 1945 | 1945 | André de Panafieu              |
| 1945 | 1951 | Guy de Girard de Charbonnières |
| 1951 | 1958 | Jean Bourdeillette             |
| 1958 | 1962 | Christian Fouchet              |
| 1962 | 1966 | Albert Ledoux                  |
| 1966 | 1970 | Pierre Sebilleau               |
| 1970 | 1972 | Jean-Claude Winckler (d)       |
| 1972 | 1976 | Pierre Pelen (d)               |
| 1976 | 1982 | Pierre Gorce (d)               |
| 1982 | 1985 | François-Régis Bastide         |
| 1985 | 1988 | Léon Bouvier                   |
| 1988 | 1992 | Michel Drumetz (d)             |
| 1992 | 1995 | Patrick O'Cornesse (d)         |
| 1995 | 1998 | Jacques-Alain de Sédouy        |
| 1998 | 2001 | Jean-Pierre Masset (d)         |
| 2001 | 2005 | Régis de Belenet (d)           |
| 2005 | 2007 | Anne Gazeau-Secret (d)         |
| 2007 | 2010 | Bérengère Quincy               |
| 2010 | 2013 | Véronique Bujon-Barré (d)      |
| 2013 | 2018 | François Zimeray               |
| 2018 | 2022 | Caroline Ferrari (d)           |
| 2022 | auj. | Christophe Parisot             |